# خوسه لوئیس
خوسه لوئیس (اسپانیایی: José Lluis‎; ۱۳ دسامبر ۱۹۳۷ – ۴ اکتبر ۲۰۱۸) بازیکن بسکتبال اهل اسپانیا بود.
از باشگاه‌هایی که در آن بازی کرده‌است می‌توان به باشگاه بسکتبال رئال مادرید و باشگاه بسکتبال یوونتوت بادالونا اشاره کرد.